# Хитровка (Амурская область)
Хитро́вка — село в Серышевском районе Амурской области России. Входит в состав Томского сельсовета.

## География
Село Хитровка стоит на правом берегу реки Томь (левый приток Зеи), напротив города Белогорск.
Село Хитровка расположено к юго-востоку от посёлка Серышево, расстояние до районного центра (через сёла Поляна, Красная Поляна и Бочкарёвку) — 30 км.
На восток от села Хитровка (вверх по правому берегу реки Томь) идёт дорога к сёлам Белогорка, Паруновка, Новосергеевка, Рождественка, Широкий Лог, Соколовка и Воскресеновка.
Расстояние до административного центра Томского сельсовета села Томское — 12 км.

## Население
| 2002 | 2010 | 2012 | 2013 | 2014 | 2015 | 2016 |
| ---- | ---- | ---- | ---- | ---- | ---- | ---- |
| 136  | ↘116 | →116 | ↗119 | ↘110 | ↗111 | ↘109 |
| 2017 | 2018 |      |      |      |      |      |
| ↗110 | ↗115 |      |      |      |      |      |

## Улицы
- ул. Дорожная,
- ул. Набережная,
- ул. Центральная.

## Инфраструктура
Между сёлами Бочкарёвка и Хитровка находится автомобильный мост через реку Томь, ведущий в город Белогорск.